# The Best (Steve Rogers Band)
The Best è un album compilation di brani dal 1986 al 1990 della Steve Rogers Band, pubblicato il 27 agosto 1993.

## Descrizione
Nel 1991 il gruppo decise, dopo aver svolto il tour di promozione dell'album Sono donne, di sciogliersi definitivamente. I primi a dare l'addio furono il chitarrista Maurizio Solieri e il bassista Claudio Golinelli, che tornarono da Vasco Rossi che viveva un periodo di grande successo, con il tour negli stadi ("Flaminio" di Roma e "San Siro" di Milano) dell'estate passata, con sold-out e affluenza di pubblico superiore a quella riscontrata da Madonna e Rolling Stones. Seguirà qualche mese dopo il front-man Massimo Riva, che si lanciò nella carriera solista che sfociò nel 1992 nell'album Matti come tutti. Fu così che la CBS, etichetta della band, propose ai fan una raccolta di brani proposti nell'arco di 4 anni dalla rock-band italiana. Il disco comprendeva fra l'altro la One-hit wonder Alzati la gonna, il brano del Festival di Sanremo 1989 Uno di noi e il singolo dell'estate 1990 Hey Man (la tua donna mi fa impazzire).

## Tracce
- Alzati la gonna (dall'omonimo album, 1988)
- Tanto è lo stesso (Steve Rogers Band, 1989)
- Uno in più (Steve Rogers Band, 1989)
- Me ne vado (I duri non ballano, 1986)
- Uno di noi (Steve Rogers Band, 1989)
- Ok sì (I duri non ballano, 1986)
- Hey Man (la tua donna mi fa impazzire) (Sono donne, 1990)
- Bambolina (Alzati la gonna, 1988)
- Questa sera rock'n'roll (I duri non ballano, 1986)
- Sono donne (dall'omonimo album, 1990)
- Caro amico (Alzati la gonna, 1988)
- C'è chi nasce donna (I duri non ballano, 1986)

## Musicisti
- Massimo Riva: voce, chitarra ritmica
- Maurizio Solieri: chitarra solista
- Claudio Golinelli: basso
- Andrea Innesto: sax
- Mimmo Camporeale: tastiere
- Beppe Leoncini: batteria
- Daniele Tedeschi: batteria (nell'album I duri non ballano)

Altri musicisti
- Stefano Bittelli: computer system
- Guido Elmi: percussioni, programmazione, effetti speciali
- Giacomo Giannotti: tastiera, arrangiamento Fiati
- Lele Melotti: batteria in Uno in più
- Marco Sabiu: synclavier, tastiera
- Stefano Fariselli: sax
- Rudy Trevisi: sax
- Clara Moroni: cori
- Antonella Pepe: cori
- Silvio Pozzoli: cori

Produzione: Guido Elmi, Maurizio Biancani